# Geotrygon costaricensis
Geotrygon costaricensis là một loài chim trong họ Columbidae.